# Arp 253
Arp 253 ist ein interagierendes Galaxienpaar im Sternbild Sextant. Sie ist schätzungsweise 77 Mio. Lichtjahre von der Milchstraße entfernt.
Halton Arp gliederte seinen Katalog ungewöhnlicher Galaxien nach rein morphologischen Kriterien in Gruppen. Diese Galaxie gehört zu der Klasse Galaxien mit Anzeichen für eine Aufspaltung.